# 時代は変る (ボブ・ディランの曲)
「時代は変る」（じだいはかわる、原題： The Times They Are a-Changin' ）は、ボブ・ディランが1964年にリリースされたアルバム『時代は変る』のタイトル・ナンバー。
ローリング・ストーンの選ぶオールタイム・グレイテスト・ソング500（2010年版）では59位にランクされている。ロックの殿堂の「ロックン・ロールの歴史500曲（500 Songs that Shaped Rock and Roll）」の1曲にも選出されている。

## 解説

### 楽曲
ケネディの大統領就任演説にヒントを得て作られたものとされ、ライターや議員・親たちに向って古い価値観が通用しなくなっていることを説く、典型的なメッセージソングである。民衆の生活感情を主体とした従来のフォークに対し、大学生を中心としたカレッジ・フォークの性格をよく示しており、ディランにその世代のスポークスマンというイメージを与える上で大きな力があった作品である。
曲についてディランは、「たぶん古いスコットランドのフォーク・ソングだ。フォークのトラディショナルな曲さ」と発言している。アイルランドやスコットランドのバラッド "Come All Ye Bold Highway Men" や "Come All Ye Tender Hearted Maidens" といった曲をベースにしている。

### レコーディング
「時代は変る」は、1963年の9月から10月にかけて書かれ Witmark Music Publishing Company社への出版登録用にディランがピアノで演奏したデモ録音が『ブートレッグ・シリーズ第1〜3集』（1991年）に収録されている。その後、10月23日と24日にレコーディングが行われ、ボブのサード・アルバムのタイトル曲となった。このセッション時の別テイクが、アルバム『ラヴ・アンド・セフト』（2001年）の初回盤に付属のボーナス・ディスクに収録されている。

## 収録アルバム

### スタジオ録音
- 『時代は変る』（1964年）

他

### ライブ録音
- 『アット・フィルハーモニック・ホール』
1964年10月31日ニュー・ヨーク、フィルハーモニック・ホール
- 『武道館』
1978年東京、武道館
- 『MTVアンプラグド』
1994年11月17日ニューヨーク、ソニー・ミュージック・スタジオ

## カバー・バージョン

### アルバム・シングル
- ピーター・ポール&マリー - 1964年のコンサートでカバーし、アルバム『In Concert』に収録。
- サイモン&ガーファンクル - 1964年のデビューアルバム『水曜の朝、午前3時』でカバー。
- ザ・ビーチ・ボーイズ - 1965年のアルバム『ビーチ・ボーイズ・パーティ』でカバー。
- オデッタ - 1965年のアルバム『Odetta Sings Dylan』でカバー。
- ザ・シーカーズ - 1965年のアルバム『A World of Our Own』でカバー。
- ザ・バーズ - 1965年のアルバム『ターン・ターン・ターン』でカバー。
- シェール - 1968年のアルバム『With Love, Chér』でカバー。
- バール・アイヴス - 1968年のアルバム『The Times They Are a-Changin'』でカバー。
- ホリーズ - 1969年のアルバム『Hollies Sing Dylan』でカバー。
- ニーナ・シモン - 1969年のアルバム『トゥ・ラヴ・サムバディ』でカバー。
- ジョセフィン・ベーカー - 1973年のコンサートでカバーし、アルバム『Recorded Live at Carnegie Hall』に収録。
- ビリー・ジョエル - 1987年のコンサートでカバーし、アルバム『コンツェルト-ライヴ・イン・U.S.S.R.-』に収録。
- リッチー・ヘブンス - 1994年のアルバム『Cuts to the Chase』でカバー。
- フィル・コリンズ - 1996年のアルバム『Dance into the Light』でカバー。
- ブラックモアズ・ナイト - 2001年のアルバム『Fires at Midnight』でカバー。
- ミー・ファースト・アンド・ザ・ギミー・ギミーズ - 2001年のアルバム『Turn Japanese』でカバー。
- ジョーン・バエズ - 2002年のアルバム『This Land Is Your Land: Songs of Freedom』でカバー。
  - 2013年にデジタル配信された『1986: A Conspiracy of Hope』にも収録。
- ビリー・ジョエル - 2005年のアルバム『My Lives』でカバー。
- ブライアン・フェリー - 2007年のアルバム『Dylanesque』でカバー。
- ハービー・ハンコック - 2010年のアルバム『イマジン・プロジェクト』で、チーフタンズやリサ・ハニガン（英語版）等のゲストを迎えてカバー[4]。
- フロッギング・モリー - 2012年のコンピレーションアルバム『Chimes of Freedom』でカバー。
- ティム・アームストロング - Tim Timebomb名義で2013年にデジタル配信したシングルでカバー。

### コンサート
コンサートではザ・バーズ、マーク・ボラン、ドン・ヘンリー、トレイシー・チャップマン、ブルース・スプリングスティーン、ジョン・クーガー・メレンキャンプ、トム・オデール、エディ・ヴェダー、クリス・コーネル、ファースト・エイド・キットなどがカバーを行っている。

## 楽曲が使用された作品

### 映画
2009年に公開された映画『ウォッチメン』のオープニングシーンで使用された。